# Chase megye (Nebraska)
Chase megye az Amerikai Egyesült Államokban, azon belül Nebraska államban található. Megyeszékhelye és legnagyobb városa Imperial. Lakosainak száma 3893 fő (2020. április 1.). Chase megye Perkins, Dundy, Hayes, Phillips és Yuma megyékkel határos.

## Népesség
A megye népességének változása:
| Lakosok száma | 3963 | 3997 | 4041 | 4000 | 3956 | 3893 |
|               | 2010 | 2011 | 2012 | 2013 | 2015 | 2020 |